# Rangárþing eystra
Rangárþing eystra ist eine isländische Gemeinde in der Region Suðurland. Am 1. Januar 2023 hatte die Gemeinde 2035 Einwohner.

## Geographie
Die Gemeinde grenzt im Osten an den Mýrdalsjökull. In der Gemeinde befinden sich der Eyjafjallajökull und der kleinere Tindfjallajökull sowie die beiden ab 1944 angelegten Wälder Tunguskógur und Tumastaðaskógur, die beide seit 1980 durch Wanderwege erschlossen sind. Die Gemeinde liegt nördlich der Inselgruppe Vestmannaeyjar.

## Geschichte

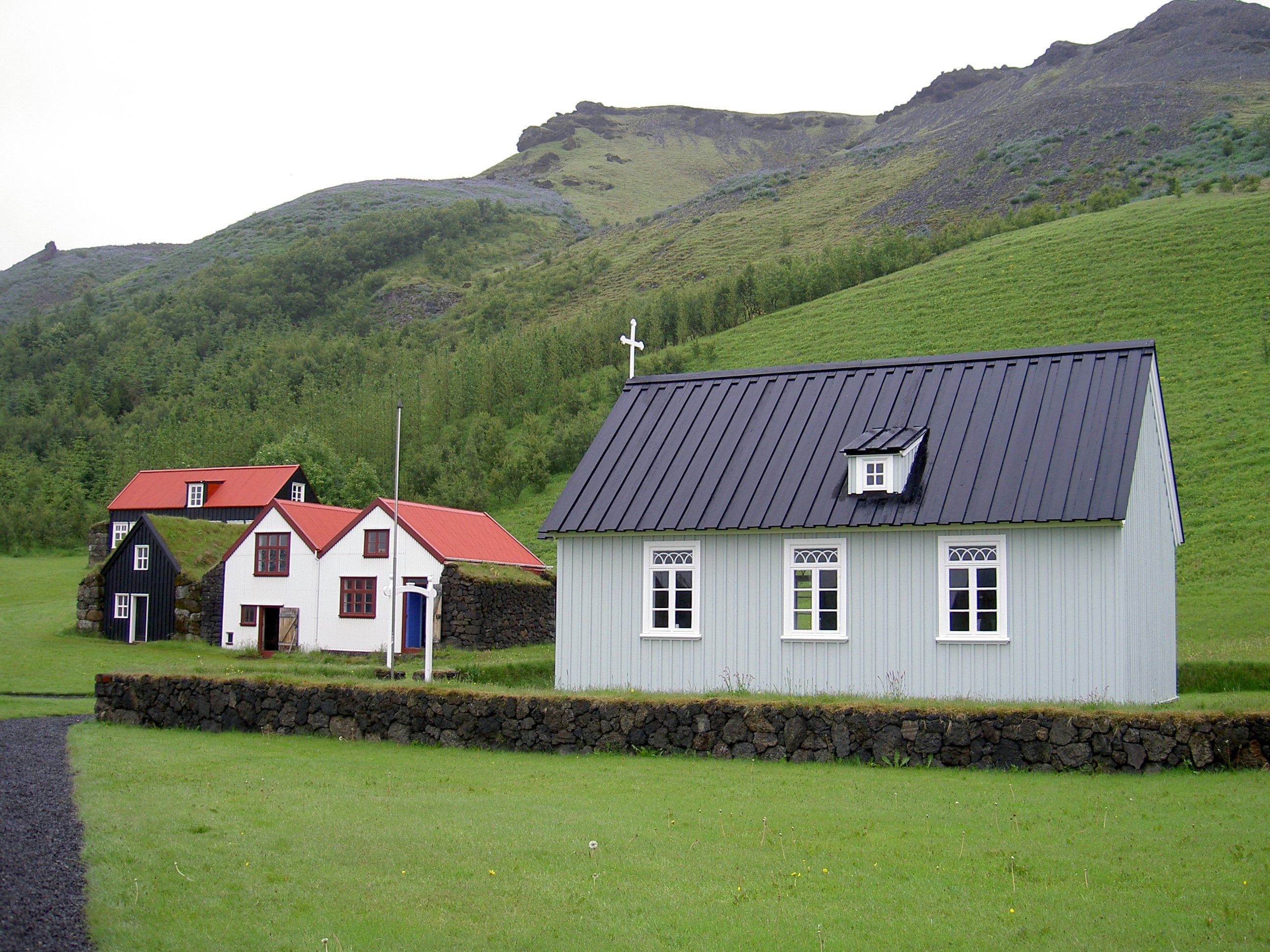
Kirche von Skógar

Sie wurde am 16. März 2002 aus den bisherigen Landgemeinden Austur-Eyjafjallahreppur, Vestur-Eyjafjallahreppur, Austur-Landeyjahreppur, Vestur-Landeyjahreppur, Fljótshlíðarhreppur und Hvolhreppur gebildet. Zusammen mit der Parlamentswahl am 25. September 2021 findet eine Abstimmung über den Zusammenschluss der Gemeinden Ásahreppur, Mýrdalur, Rangárþing eystra, Rangárþing ytra und Skaftárhreppur statt.

## Orte

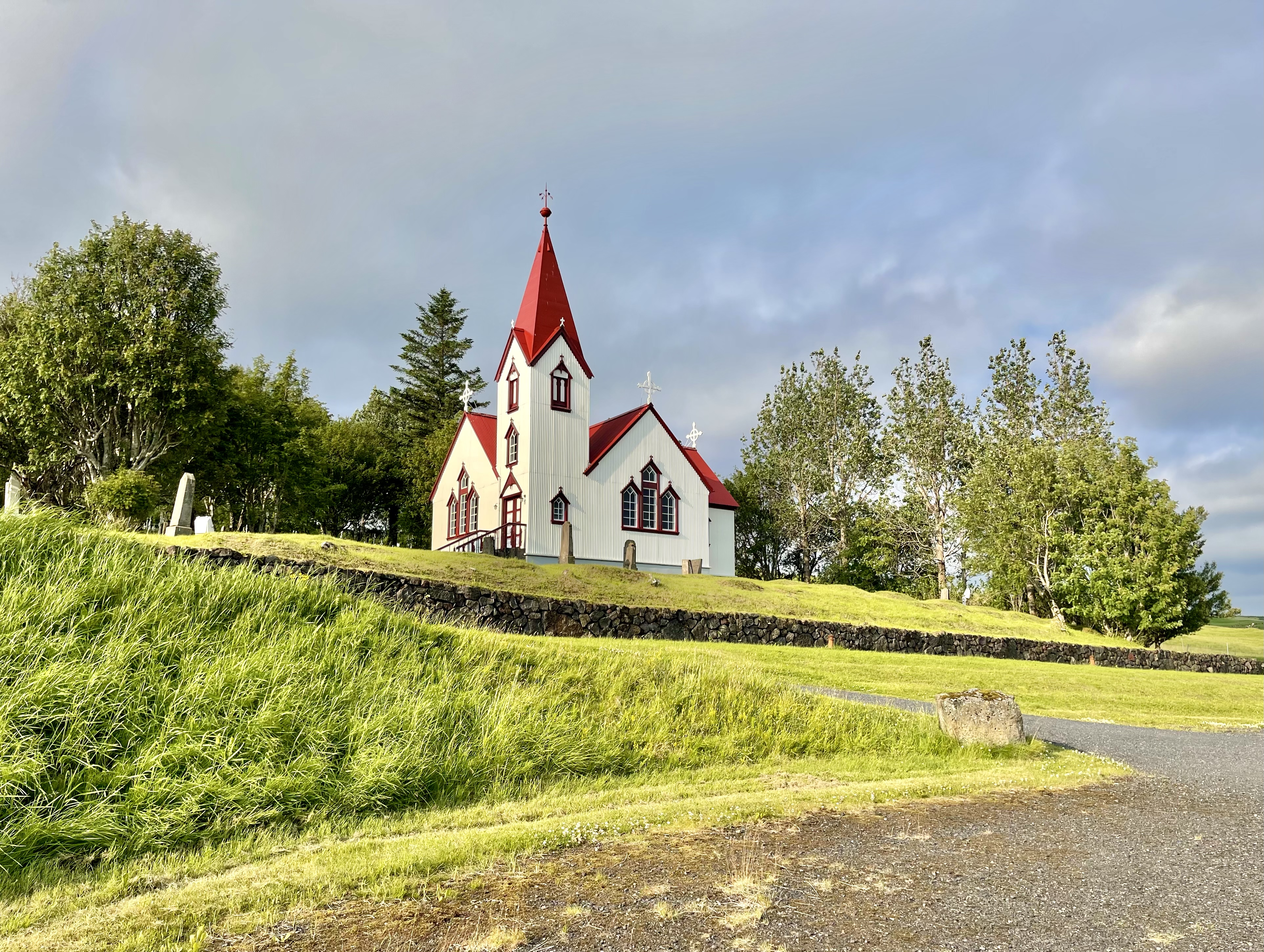
Breiðabólstaðakirkja

Die größten Orte der Gemeinde sind Hvolsvöllur und Skógar.
Auf dem Gebiet der Gemeinde Rangárþing eystra stehen zahlreiche Kirchen unterschiedlicher Größe und verschiedener Baustile.
Etwa 5 km östlich von Hvolsvöllur steht die Breiðabólstaðakirkja Fljótshlíð von 1912 mit einem weithin sichtbaren Turm, die manchmal zu den schönsten Kirchen Islands gezählt wird. Mit einer Länge von 17,20 m und einer Breite von 15,70 m ist sie auffallend groß.
Auf dem Gehöft Kross, rund 20 km südlich von Hvolsvöllur an der Küste, befindet sich die 1850 erbaute Holzkirche Krosskirkja, die 12,67 m lang und 6,05 m breit ist und an Stelle eines Turmes einen Dachreiter mit einem Satteldach hat. Renovierungen erfolgten 1934, 1966 und 1971, und seit 1990 steht die Krosskirkja unter Denkmalschutz. Das Altargemälde ist von 1650, es wurde von dem Kaufmann Níels Klementsson aus Vestmannaeyjar anlässlich des Piratenüberfalls Tyrkjaránið auf Vestmannaeyjar in Auftrag gegeben.
Die 1946 geweihte Kapelle Voðmúlastaðakapella auf dem Hof Voðmúlastaðir etwa 10 km nordöstlich von Kross ist eine Außenstation der Gemeinde der Krosskirkja, und bereits vor der Reformation verfügte der Hof Voðmúlastaðir über eine Kirche, die dem hl. Petrus geweiht war.
Eine weitere Holzkirche ist auf dem Hof Akurey, rund 10 km südwestlich von Hvolsvöllur, erhalten, die Akureyjarkirkja von 1912 mit einem weithin sichtbaren Turm mit einem Zeltdach und einem Kirchenschiff von 9,60 m Länge und 6,40 m Breite. Das Retabel wurde um 1880 von dem dänischen Maler Carl Bloch geschaffen, es zeigt Jesus bei der Segnung der Kinder. Die Kirche wurde nach dem gleichen Bauplan errichtet wie die 1909 erbaute Kirche in Grindavík.
Die Stóra-Dalskirkja auf dem Hof Stóridalur rund 20 km südöstlich von Hvolsvölur ist eine 1964–1969 erbaute Steinkirche mit rund 100 Sitzplätzen, und auch hier bestand bereits vor der Reformation eine Kirche, die dem hl. Petrus geweiht war. Der Vorgängerbau von 1895 wurde 1970 abgerissen. Für das von dem isländischen Maler Sigurð Guðmundsson gestaltete Retabel diente ein Gemälde von 1847 als Vorbild, das sich im Dom zu Reykjavík befindet.
Eine Kirche in Skógar wurde erstmals um 1200 in der Kirchenliste des Bischofs Pál Jónsson erwähnt, damit zählt Skógar zu den ältesten Kirchorten Islands. Seit 1890 bestand jedoch dort keine Kirche mehr. Nachdem 1949 das Heimat- und Freilichtmuseum Byggðasafnið í Skógum gegründet wurde, errichtete man auf dem Museumsgelände wieder eine Kirche, die jedoch kleiner war als die ursprüngliche. Sie wurde am 14. Juní 1998 von Bischof Karl Sigurbjörnsson geweiht, und in ihr sind mehrere Kunstwerke zu sehen, die sich ursprünglich in anderen Kirchen befanden.

## Verkehr
Die Gemeinde ist über den Hringvegur erreichbar. Über den Hafen Landeyjahöfn ist die Gemeinde an die Vestmannaeyjar angebunden. Der Trekkingweg Laugavegur führt von Landmannalaugar in die Gemeinde.